# Luther Martin
Luther Martin, född 9 februari 1748 i Metuchen, New Jersey, död 8 juli 1826 i New York, var en amerikansk politiker och jurist, en av USA:s grundlagsfäder som 1787 vägrade att skriva under USA:s konstitution.
Martin var en tidig anhängare av USA:s självständighet från Storbritannien. 1787 deltog han i konventionen i Philadelphia, där konstitutionen godkändes. Martin var en motståndare till den antagna konstitutionen, eftersom han inte ville ge den federala regeringen så mycket makt.
Martin är gravsatt på Trinity Church Cemetery på Manhattan.